# Selección femenina de waterpolo de Perú
La Selección femenina de waterpolo del Perú es el equipo formado por jugadoras de nacionalidad peruana, que representa a Perú a través de la Federación Deportiva Peruana de Natación (FDPN).La misma esta dirigida a las competiciones internacionales de waterpolo organizadas por la Federación Internacional de Natación (FINA) la Confederación Sudamericana de Natación (COSANAT) y el Comité Olímpico Internacional (COI).

## Participaciones
- Campeonato Panamericano Sub-17
  - 2017 Lima 5°[1]
- Campeonato Sudamericano Sub-17
  - 1995 Río 4°[2]

## Palmarés
- Juegos Bolivarianos
  - Medalla de oro: 2022.[3]
- Juegos Panamericanos
  - Lima 2019 (8.° lugar)
- Campeonato Panamericano
  - Bauru 2023 (4.° lugar)